# Pray for the Wicked
Pray for the Wicked é o sexto álbum de estúdio da banda americana de rock Panic! at the Disco. Seu lançamento ocorreu em 22 de junho de 2018 e foi feito pelas gravadoras Fueled by Ramen e DCD2. É o sucessor do quinto álbum de estúdio da banda, Death of a Bachelor (2016).

## Antecedentes
O álbum foi anunciado em 21 de março de 2018, juntamente com o lançamento de duas canções para promover o álbum: "(Fuck A) Silver Lining" e "Say Amen (Saturday Night)". A canção "High Hopes" foi lançada em 23 de maio de 2018, seguida pela canção "King of the Clouds" em 18 de junho de 2018.

## Performance comercial
Pray for the Wicked estreou em número um na Billboard 200 dos Estados Unidos com 180.000 unidades equivalentes ao álbum, das quais 151.000 foram vendas em formatos físicos. É o segundo álbum número um da banda nos Estados Unidos. O álbum também estreou na primeira posição na Austrália, tornando-se o segundo álbum australiano número um da banda.

## Faixas
Créditos adaptados através do iTunes e CDJapan.
| N.º            | Título                      | Produtor(es)                                                     | Duração |  |
| 1.             | "Fuck Silver Lining"        | J. Sinclair S. Chesak                                            | 2:48    |  |
| 2.             | "Say Amen (Saturday Night)" | J. Sinclair Tobias Wincorn [b] Suzy Shinn [b]                    | 3:09    |  |
| 3.             | "Hey Look Ma, I Made It"    | J. Sinclair Francis                                              | 2:49    |  |
| 4.             | "High Hopes"                | J. Sinclair Jonas Jeberg Jonny Coffer [b]                        | 3:10    |  |
| 5.             | "Roaring 20s"               | J. Sinclair Tobias Wincorn [a]                                   | 3:06    |  |
| 6.             | "Dancing's Not a Crime"     | J. Sinclair ST!NT [a]                                            | 3:39    |  |
| 7.             | "One of the Drunks"         | J. Sinclair Issa Marji [a] MOTIV [a] @iamchillpill [a] Shinn [b] | 3:18    |  |
| 8.             | "The Overpass"              | J. Sinclair S. Chesak                                            | 2:57    |  |
| 9.             | "King of the Clouds"        | J. Sinclair Alex 'AK' Kresovich [a] Shinn [b]                    | 2:40    |  |
| 10.            | "Old Fashioned"             | J. Sinclair Tobias Wincorn [a]                                   | 2:46    |  |
| 11.            | "Dying in LA"               | J. Sinclair                                                      | 3:49    |  |
| Duração total: | Duração total:              | Duração total:                                                   | 34:11   |  |

| Faixas bônus da edição japonesa |                                                           |         |  |
| N.º                             | Título                                                    | Duração |  |
| 12.                             | "Nine in the Afternoon" (ao vivo em Duluth, Georgia)      |         |  |
| 13.                             | "I Write Sins Not Tragedies" (ao vivo em Duluth, Georgia) |         |  |
| 14.                             | "Victorious" (ao vivo em Duluth, Georgia)                 |         |  |

## Recepção
| Críticas profissionais | Críticas profissionais |
| Pontuações agregadas   | Pontuações agregadas   |
| Fonte                  | Avaliação              |
| ---------------------- | ---------------------- |
| Metacritic             | 70/100                 |
| Avaliações da crítica  |                        |
| Fonte                  | Avaliação              |
| AllMusic               | [ 3 ]                  |
| The Independent        | [ 4 ]                  |
| Newsday                | [ 15 ]                 |
| NME                    | [ 1 ]                  |
| Sputnikmusic           | [ 16 ]                 |
| The Guardian           | [ 17 ]                 |
| The Times              | [ 18 ]                 |

Pray for the Wicked recebeu críticas positivas através da crítica especializada. No Metacritic, ele possui uma pontuação média de 70/100, indicando "revisões geralmente favoráveis". Em uma crítica positiva, a The Independent disse: "Panic! Nunca lançou o mesmo álbum duas vezes, mas em Pray for the Wicked parece como se eles finalmente conseguissem canalizar essa atitude frenética e ligeiramente caótica para um álbum de estúdio que é ao mesmo tempo eclético e coerente."
A Newsday fez uma crítica positiva escrevendo: "A passagem de Brendon Urie na Broadway traz uma explosão criativa e uma tendência teatral." Em outra revisão positiva, a NME também comentou sobre a influência de Brendon Urie com o musical Kinky Boots em relação ao som do álbum, dizendo que: "O álbum foi escrito logo após o recente trabalho de Brendon no musical da Broadway 'Kinky Boots', e embora seja justo dizer que ele sempre teve um talento para a teatralidade, a experiência injetou essas faixas com níveis sem precedentes de atrevimento e drama."

## Desempenho nas tabelas musicais
| Paradas (2018)                        | Melhor posição |
| ------------------------------------- | -------------- |
| Alemanha (Offizielle Deutsche Charts) | 8              |
| Austrália (ARIA)                      | 1              |
| Bélgica (Ultratop Valônia)            | 39             |
| Bélgica (Ultratop Flandres)           | 10             |
| Canadá (Billboard)                    | 3              |
| Escócia (Official Scottish Albums)    | 3              |
| Estados Unidos (Alternative Albums)   | 1              |
| Estados Unidos (Billboard 200)        | 1              |
| Estados Unidos (Top Rock Albums)      | 1              |
| Finlândia (Suomen virallinen lista)   | 22             |
| Irlanda (IRMA)                        | 7              |
| Itália (FIMI)                         | 35             |
| Noruega (VG-lista)                    | 14             |
| Nova Zelândia (RMNZ)                  | 2              |
| Países Baixos (Dutch Charts)          | 6              |
| Reino Unido (Official Albums Chart)   | 2              |
| Suécia (Sverigetopplistan)            | 27             |

## Pessoal
| Panic! at the Disco - Brendon Urie – vocais, guitarra (faixa 3), baixo (faixas 1–3), bateria (faixas 2–7, 9 e 10), piano (faixas 2–4 e 11), vocais de apoio (faixas 1–7, 9 e 10) Músicos adicionais - Jake Sinclair – vocais de apoio (faixas 1–7, 9 e 10), baixo (faixas 4–9), orgão (faixas 5 e 6), guitarra (faixa 4), guitarra acústica (faixa 10) - Rob Mathes – condutor, arranjos - Kenneth Harris – guitarra (faixas 1–7, 9 e 10), vocais de apoio (faixas 1–7 e 10) - Suzy Shinn – vocais de apoio (faixas 1–7, 9 e 10) - Scott Chesak – bateria (faixas 1–7, 9 e 10), percussão (faixa 1) - Morgan Kibby – vocais de apoio (faixa 3) - Ilsey Juber – vocais de apoio (faixa 4) - Sam Hollander – vocais de apoio (faixas 5, 7, e 10) - Alex Kresovich – piano (faixa 9), órgão (faixa 9) - Rachel White – vocais de apoio (faixa 9) - Kate Micucci – vocais de apoio (faixa 9) - Thomas Bowes – líder de cordas, concertmaster (Londres), violino - Bruce Dukov – concertmaster (Los Angeles), violino - Charlie Bisharat – violino - Julie Gigante – violino - Jessica Guideri – violino - Lisa Lui – violino - Maya Magub – violino - Serena McKinney – violino - Helen Nightengale – violino - Katia Popov – violino - Tereza Stanislav – violino - Warren Zielinski – violino - Jackie Hartley – violino - Rita Manning – violino - Peter Hanson – violino - Tom Pigott-Smith – violino - Emlyn Singleton – violino - Cathy Thompson – violino | - Brian Dembow – líder de cordas (Los Angeles), viola - Robert Brophy – viola - Shawn Mann - viola - Zach Dellinger - viola - Peter Lale – líder de cordas (Londres), viola - Bruce White – viola - Steve Erdody – líder de cordas (Los Angeles), cello - Jacob Braun – cello - Eric Byers – cello - Caroline Dale – líder de cordas (Londres), cello - Tim Gill – cello - Jason Fabus – saxofone - Peter Slocombe – saxofone - Morgan Jones – saxofone - Mike Rocha – trompete - Jonathan Bradley – trompete - Ryan Dragon – trombone - Peter Cobbin – cordas (faixa 9) Créditos adicionais - Rosanna Jones – ilustrações do álbum - Jimmy Fontaine – fotografia Produção - Jake Sinclair – produção - Suzy Shinn – produção adicional (faixas 2 e 6–9), engenharia - Scott Chesak – produção (faixa 1) - Dillon Francis – produção (faixa 3) - Chill Pill – co-produção (faixa 7), engenharia (faixa 7) - Alex Kresovich – co-produção (faixa 9) - Claudius Mittendorfer – mixagem - Emily Lazar – masterização - Chris Allgood – assistente de masterização |